# Діаграма синхронізації (UML)
Діаграма синхронізації  або часова діаграма  (англ. Timing diagram) в Unified Modeling Language 2.0 - це специфічний тип діаграми взаємодії, де основна увага приділяється часовим обмеженням.

Діаграми синхронізації використовуються для дослідження поведінки об'єктів протягом певного періоду часу. Діаграма синхронізації - це особлива форма діаграми послідовності. Відмінності між діаграмою синхронізації та діаграмою послідовності полягають у тому, що осі обернені таким чином, що час збільшується зліва направо, а лінії життя показані в окремих відсіках, розташованих вертикально.

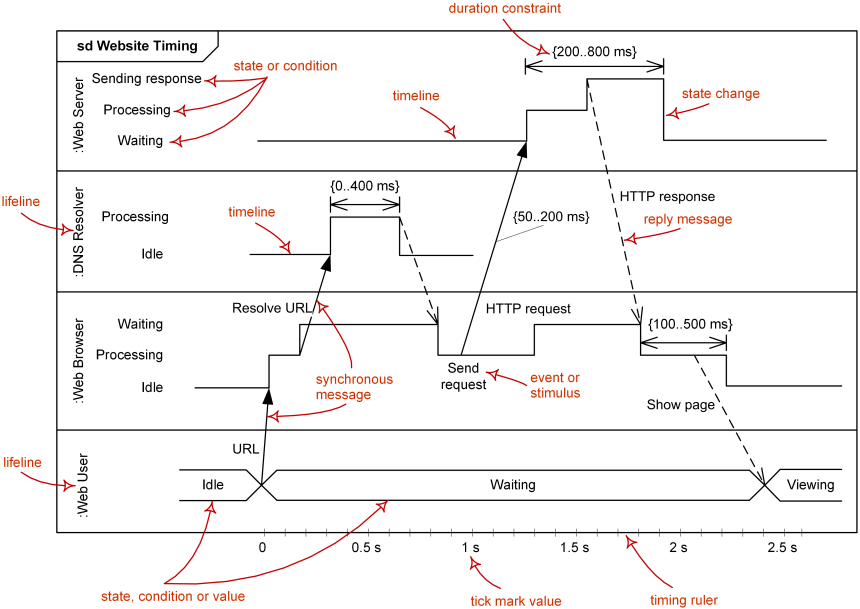
Приклад діаграми синхронізації з описом

Діаграми синхронізації є різновидом діаграм послідовностей і призначені для наочного зображення потоку зміни станів кількох ролей (класів,  компонент).  Останні  зображуються  не  вертикально,  а горизонтально,  та  основний  упор  робиться  на  наочне  зображення  їхніх станів, точніше, того, як вони змінюються в часі. Така можливість корисна, наприклад, при моделюванні вбудованих систем. 
Існує два основних різновиди діаграм синхронізації: стисла нотація (англ. concise notation) та розгорнута нотація (англ. robust notation).